# Brian Reynold Bishop
Brian Reynold Bishop (Kingston upon Thames, 1934) è un linguista inglese.
È stato Cifal (capo) della comunità di volapükisti e presidente dell'Accademia del Volapük.

## Biografia
Brian Bishop s'interessa alle lingue sin dall'infanzia. Dopo aver studiato francese, spagnolo e latino (più tardi diverrà sostenitore del movimento Latinitas Viva) entra in contatto con le lingue artificiali come l'esperanto e il volapük. Comincia dunque una lunga corrispondenza con Arie de Jong, il quale aveva riformato in quegli anni la lingua di Schleyer, e con Johann Schmidt e F.L Krüger, i precedenti Cifal. Studia il volapük e diventa un collaboratore del Volapükagased : Zänagased pro Volapükanef(il Giornale del Volapük: il principale giornale dei Volapükisti) dove pubblica molte traduzioni. Nel 1979, in occasione del centesimo anniversario dalla creazione del volapük, Brian Bishop scrive a radio e giornali per menzionare l'evento e riesce a far ricadere un po' di attenzione sull'avvenimento. Incoraggiato dal recente interesse, Bishop crea il Zänabür Volapüka dove conserva molti memorabilia del movimento volapük. Nel 1981 diventa vice-Cifal e Cifal due anni dopo (il 1º gennaio 1984).
In questi anni Bishop è impegnato nella riorganizzazione della Kadäm Volapüka (Accademia del Volapük) e del movimento volapükista per il quale ha promulgato alcuni decreti. La sua prima attività ufficiale è cominciata nel 2007. Egli è inoltre uno dei partecipanti del gruppo di discussione che unisce la maggior parte degli odierni volapükisti.